# UCM Reșița

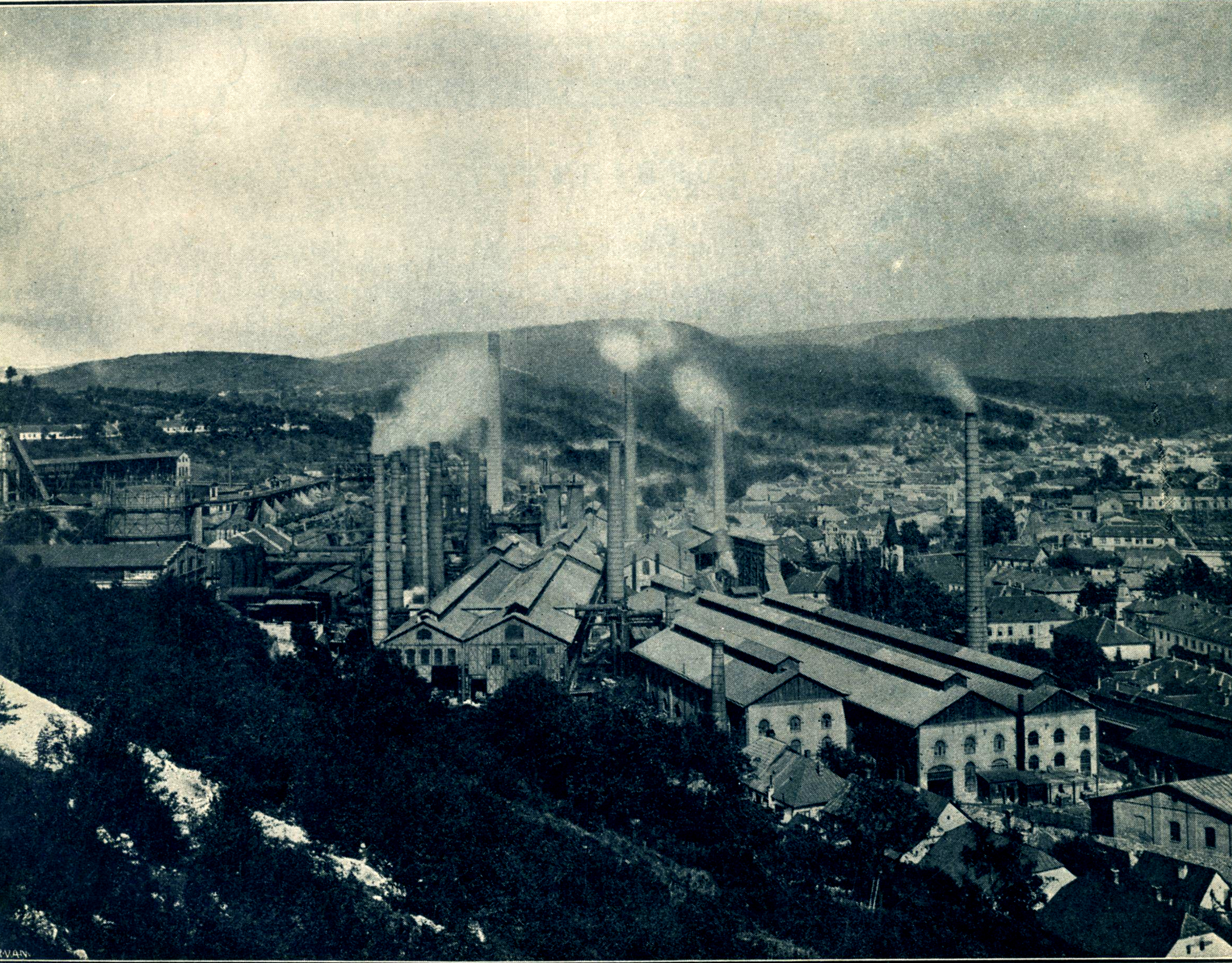
Uzinele Resita (1937)

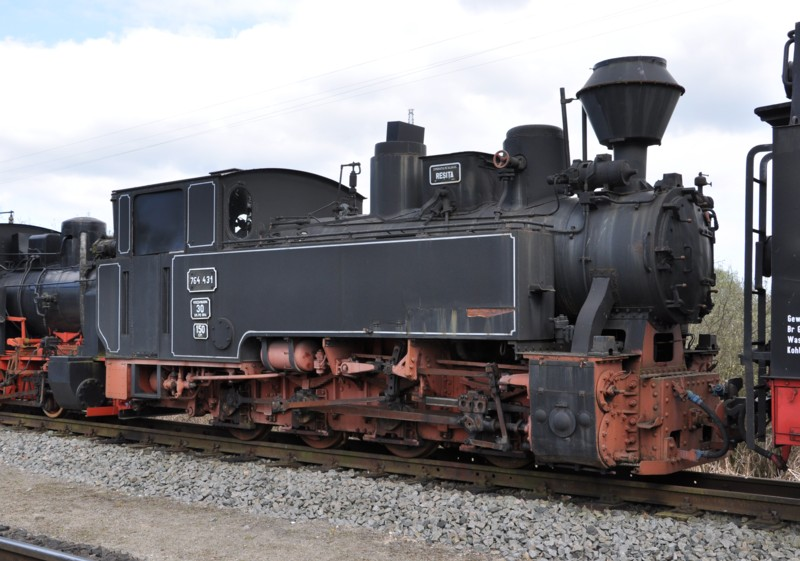
Locomotivă Reșița fabricată în 1954, încă în funcțiune la Putbus, Germania

Uzina Constructoare de Mașini (UCM) Reșița este o companie producătoare de utilaje grele din România.
Istoria companiei începe în anul 1771, când au fost înființate Uzinele din Reșița, pentru producerea și prelucrarea metalului.
Uzina are un istoric comun cu Combinatul Siderurgic Reșița de care s-a divizat in 1962.
De-a lungul istoriei sale, compania a produs o mare varietate de produse: locomotive cu aburi, motoare și generatoare electrice, macarale, utilaje petroliere, armament, compresoare de aer, turbine cu abur, reactoare, motoare diesel, boghiuri de locomotive, turbine hidraulice, poduri metalice și echipament metalurgic.
În prezent compania produce: hidroagregate, turbine și generatoare, echipamente hidromecanice, servomotoare hidraulice mari și vane, mașini electrice, piese de schimb pentru motoare diesel, cuzineți, piese turnate, piese forjate și structuri sudate.
Societatea a fost constituită în anul 1991, odată cu transformarea fostei intreprinderi de stat ICM Reșița, iar în decembrie 2003, APAPS a vândut pachetul de 60,79% de acțiuni pe care îl deținea companiei elvețiene INET AG și Asociației Salariaților,
pentru suma de 13,1 milioane euro.
Din 18 septembrie 2006, acționarul majoritar INET AG deține 96,39% din companie.
UCM Reșița este listată la categoria II-a a Bursei de Valori București.
Compania INET AG este administrată de omul de afaceri elvețian Beat Corpataux, asociat cu Bogdan Buzăianu în compania Energy Holding.
Uzina este situată în municipiul Reșița în partea de sud-vest a României, pe valea râului Bârzava. Este cea mai mare întreprindere din Reșița și județul Caraș-Severin, dar și din partea de vest a României.
Număr de angajați:
- 2008: 4.000[6]
- 1989: 15.000[6]

Cifra de afaceri:
- 2011: 123 milioane lei[7]
- 2010: 121 milioane lei[7]
- 2009: 167 milioane lei[7]
- 2006: 121,6 milioane lei (36 milioane euro)[8]

Venit net:
- 2006: -53 milioane lei (pierdere)[8]
- 2005: 137 milioane lei[8]

## Istoric
Uzina a fost înființată la 3 iulie 1771, când s-au pus în funcțiune două furnale și forja, pe malul stâng al râului Bârzava. Uzina s-a dezvoltat treptat în decursul istoriei, extinzându-se geografic pe măsura diversificării domeniilor de producție.
În anul 1872 se construiește fabrica de șuruburi din Anina (în prezent activ în conservare). 
Între 1886-1975, se realizează dotări succesive la platforma veche de pe malul râului Bârzava.
Între 1954-1978 uzina se extinde prin construirea platformei sectoarelor calde (Mociur).
Între 1970-1972 extinderea continuă prin construirea platformei Direcției Cercetare Proiectare, la ieșirea din Reșița, spre Caransebeș.
Între 1975-1980 se construiește platforma Câlnicel, în extremitatea nordică a municipiului Reșița, în vecinătatea localității Câlnic.
Uzina se extinde în decursul timpului, cuprinzând și alte clădiri din cadrul orașului. La începutul secolului XXI, suprafața sa totală cuprinde 98 hectare, dintre care 68,7 hectare platforme industriale și 25,5 hectare clădiri și hale acoperite.

## Controverse
Pe 18 decembrie 2015, omul de afaceri libanez Said Baaklini a fost condamnat definitiv, de Curtea de Apel București, la patru ani și șase luni de închisoare, pentru că a cerut restituiri ilegale de TVA de 60 de milioane de euro după ce UCM Reșița i-a vândut motoare nefuncționale la un preț de 50 de ori mai mare.